# Eduard Harkort

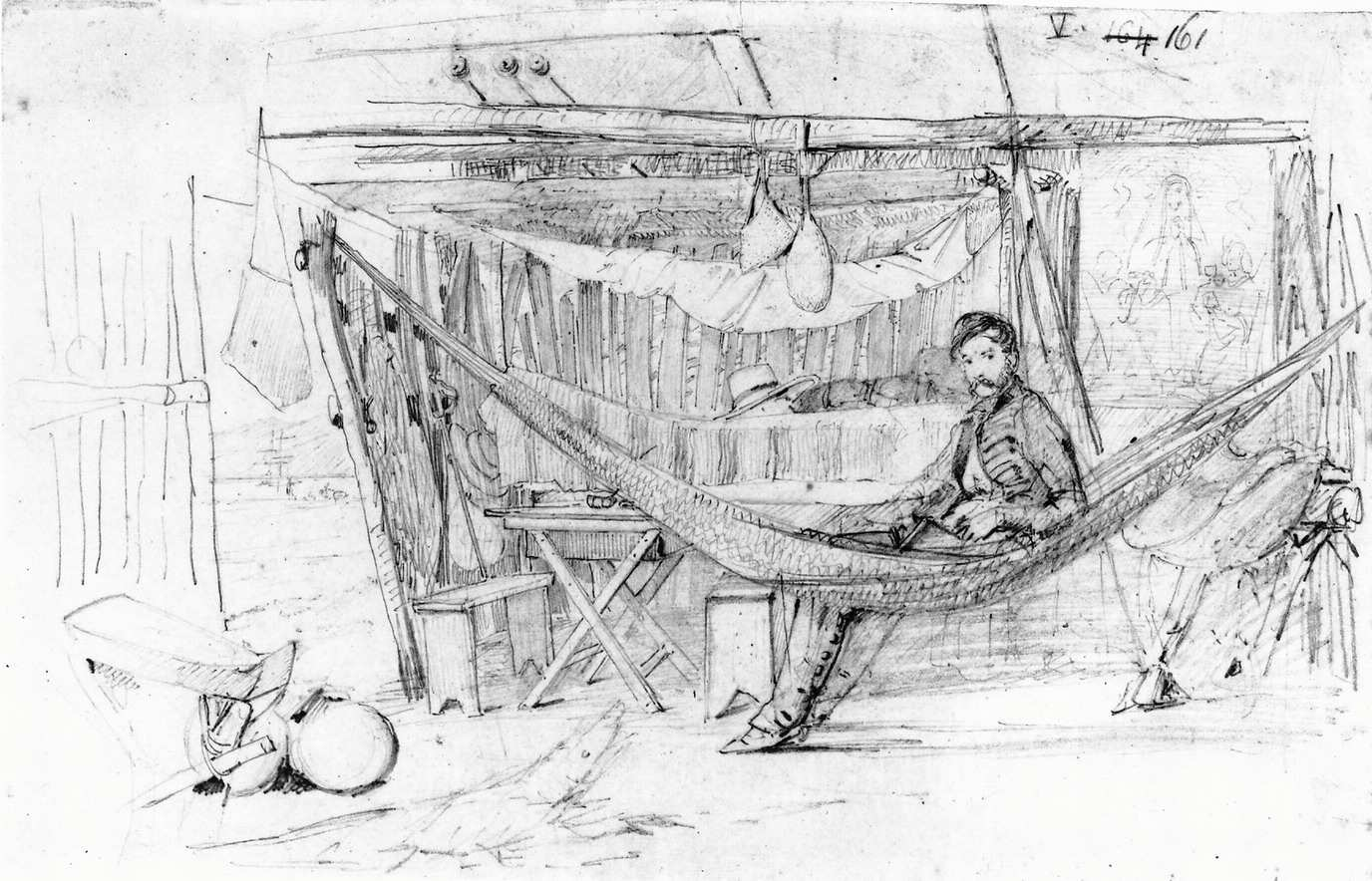
Eduard Harkort

Eduard Harkort (18 de julio de 1797 en Hagen, Alemania - † 11 de agosto de 1836 en Texas, Estados Unidos) fue un ingeniero de minas y obras de reducción que llegó a México trabajando para la empresa minera británica The Mexican Company. Dejó la empresa y se integró a las fuerzas de Antonio López de Santa Anna en Veracruz. Participó a su lado en la batalla de Tolomé (3 de marzo de 1832), dejando una descripción detallada y de primera mano en el que sería el primer intento fallido de tomar el poder por parte de Santa Anna ya que concluyó con su derrota. Harkort fue hecho prisionero y llevado a la Castillo de Perote en donde escribió en alemán su relato de la batalla: (Aus Mejikanischen Gefangnissen) (En las prisiones mexicanas).

## Biografía
Eduard Harkort fue el séptimo de ocho hijos de una familia de comerciantes de Hagen. Fue, entre otras cosas, hermano del empresario y político Friedrich Harkort y de Gustav Harkort empresario y banquero. Asistió a la escuela de oficios en 1811 en Hagen, donde se graduó en 1814.  
Estudió dos años en la Academia de Minería de Freiberg, Sajonia, al tiempo que cumplía el año de servicio en la artillería de Prusia y a continuación tomó la posición de director de una empresa minera británica en México en 1827, la cual dejó por el bajo sueldo. Hizo levantamientos topográficos con fines militares para el gobierno de México recorriendo el país. Más tarde, por invitación de sus amigos se unió a la rebelión de Santa Anna en Veracruz.

### Harkort conoce a Santa Anna
Al presentar su renuncia a la The Mexican Company Harkort escribió a Santa Anna para ofrecerle sus servicios quien aceptó de inmediato, trasladándose enseguida a Veracruz. Harkort ya conocía a Santa Anna, la primera en 1829 cuando viajaba hacia Veracruz para embarcarse rumbo Inglaterra a una reunión con la compañía inglesa, mientras Santa Anna regresaba del fallido sitio de Oaxaca, y la segunda, en julio de ese año en que ambos coincidieron, Harkort regresaba de Inglaterra cuando iba de Veracruz a Oaxaca y Santa Anna conducía su ejército para rechazar la invasión española en Tamaulipas.

## La batalla de Tolomé
El gobierno del presidente Bustamante desconfiaba del exitoso comandante de la plaza de Veracruz, quien convertido en héroe por expulsar a los españoles en Tamaulipas gosaba de las simpatías de los veracruzanos. Se rumoreaba que Santa Anna aspiraba a la presidencia y terminó por comprobarse cuando unió su voz a los rebeldes. El 24 de febrero Santa Anna asaltó un convoy de municiones destinado a la división de tropas del gobierno al mando del general brigadier José María Calderón.
El relato de Harkort es el único que ofrece con detalle los acontecimientos previos y sucedidos durante la batalla permaneciendo literalmente junto a Santa Anna durante todo el combate, en lo que significó la primera ofensiva militar de la campaña de Santa Anna para acceder a la presidencia. 
El 27 de febrero, según Harkort, recibió la orden de tomar el mando de las posiciones avanzadas en un río cerca del campamento enemigo, ahí mandó a construir trincheras para 500 hombres desde donde se lanzaría un ataque. Calderón levantó el campamento y esto produjo confusión en las filas de Santa Anna quien mandó a Harkort retirar la avanzada. Al amanecer después de algunas maniobras para enfilar al enemigo, Santa Anna llamó a Harkort para compartir una copa matutina en donde le prometió tomar el mando de la artillería que fuera capturada. En una aldea llamada Tolome fue donde finalmente se enfrentó el ejército de Calderón con los rebeldes que eran superados en una proporción de tres a uno. Harkort que por órdenes de Santa Anna permanecía a su lado lado, recibieron guarecidos en una choza una andanada de granadas, balas de cañón y metralla que no cesó en 4 horas, finalmente una avanzada de caballería los hizo retirarse de su posición. Harkort describe entonces una escena terrible de enfrentamientos cuerpo a cuerpo que acabó con el ejército rebelde, y con Harkort, su captura y envío a la prisión de San Carlos.
Después de algunos meses escapó de prisión y se unió de nuevo a Santa Anna. Cuando Bustamante abandonó la presidencia a finales de 1832, Harkort fue ascendido a coronel y siguió a su lado hasta 1834 cuando Santa Anna cambió de lealtades al partido centralista, Harkort huyó entonces con otros liberales que no estaban de acuerdo con la presidencia de Santa Anna y al año siguiente, el 11 de mayo de 1835, Harkort y Santa Anna se ven las caras esta vez en combate en Zacatecas. Harkort es capturado y encerrado en la Fortaleza de San Carlos. Es exiliado seis meses después a Nueva Orleas en donde participó en la lucha de liberación del Estado de Texas de México. Reclutado por Stephen Austin fue jefe de la artillería del ejército y fue elevado al rango de coronel. Harkort ganó fama por sus habilidades estratégicas y recibió honores después de la campaña, Texas en reconocimiento a sus méritos le otorgó 3300 hectáreas de tierras. Murió de fiebre amarilla el 11 de agosto de 1836.